# 马什伦
马什伦（法語：Macheren，法語發音：[maʃʁən]）是法国摩泽尔省的一个市镇，属于福尔巴克-布莱摩泽尔区。

## 地理
马什伦（49°5'59"N, 6°44'34"E）面积16.95 平方千米，位于法国大東部大區摩泽尔省，该省份为法国东北部内陆省份，是洛林的一部分，西南接默尔特-摩泽尔省，东临下莱茵省，北与卢森堡和德国接壤。
与马什伦接壤的市镇（或旧市镇、城区）包括：比丹、根维莱尔、上翁堡、拉尚布尔、聖阿沃爾德、瓦尔蒙。
马什伦的时区为UTC+01:00、UTC+02:00（夏令时）。

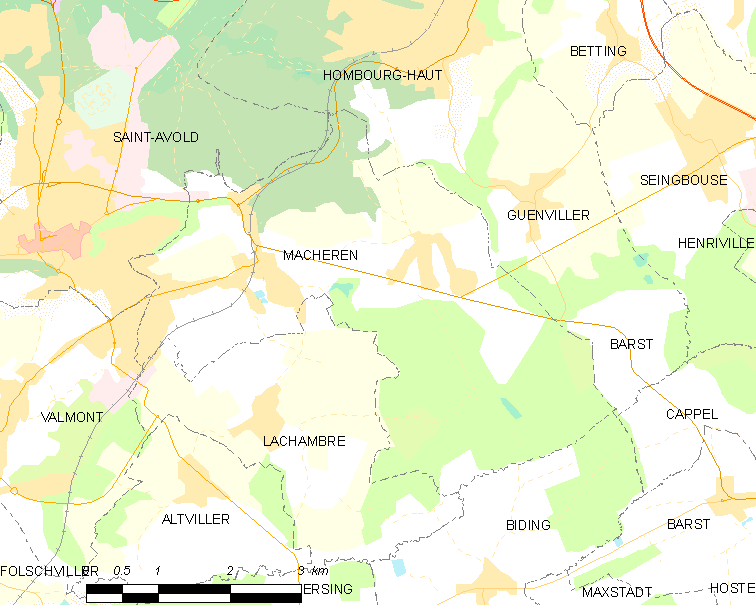
马什伦的OSM定位图

## 行政
马什伦的邮政编码为57730，INSEE市镇编码为57428。

## 政治
马什伦所属的省级选区为圣阿沃尔德县。

## 人口

1962-2008年间马什伦人口变化图示

马什伦于2022年1月1日时的人口数量为2827人。